# Sukoharjo II
Sukoharjo II is een bestuurslaag in het regentschap Pringsewu van de provincie Lampung, Indonesië. Sukoharjo II telt 2774 inwoners (volkstelling 2010).